# Maków (Ukraina)
Maków (ukr. Маків) – wieś, dawniej małe miasteczko na Ukrainie w rejonie dunajowieckim obwodu chmielnickiego. Wieś liczy 2758 mieszkańców.
Z czasów koncentracji wojsk dla celów wojny rosyjsko-tureckiej roku 1829-30 pochodzi przysłowie Po Szatawie jak po Warszawie, po Makowie, jak po Krakowie.

## Dwór,pałac
- stary piętrowy dwór, budynek główny kryty dachem dwuspadowym, od frontu parterowy ganek, po bokach skrzydła kryte dachem czterospadowym ustawione prostokątnie do budynku głównego, obok spichlerz z wnęką od frontu (skierowanego do prawego boku dworu) z dwiema kolumnami po bokach. Front zwieńczony tympanonem[4]
- dwukondygnacyjny pałac, oficyna oraz inne obiekty wybudowane w XIX w. w stylu klasycystycznym przez Raciborowskich na miejscu starego dworu. Od frontu portyk z kolumnami przedzielonymi na piętrze balkonem[4]. Pałac znany m.in. z rysunków Napoleona Ordy[5], obok park, kuźnia wybudowana w stylu neogotyckim, karczma Cap. Pałac spalony 30.11.1917 r.